# アメリカ防衛従軍記章

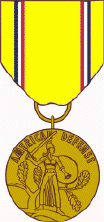

アメリカ防衛従軍記章（American Defense Service Medal）は1941年6月28日にフランクリン・ルーズベルトが大統領令8808号によって制定したアメリカ軍の勲章。この勲章は1939年9月8日から1941年12月7日までの間に軍務に就いた軍人を表彰するものであった。
1942年には、第二次世界大戦中のアメリカ戦域における従軍を対象としてアメリカ従軍記章が制定された。

## 歴史
アメリカ防衛従軍記章は、1941年6月28日、フランクリン・D・ルーズベルト大統領による大統領令8808号によって制定され、1941年の陸軍省公報17号で発表された。勲章の基準は、1942年2月13日に陸軍省通達44号で発表された。略綬のデザインは、1942年1月7日に陸軍長官と海軍長官によって承認された。メダルのデザインは、メリーランド州イーストンの彫刻家リー・ローリーによるものである。造形は1942年5月5日に美術委員会から承認された。

## 授与基準
この勲章は、1939年9月8日のルーズベルト大統領による限定的国家非常事態宣言から1941年12月7日の真珠湾攻撃までの間に現役で勤務した軍人に授与されるものである。アメリカ陸軍の隊員は、予備役と州兵を含み、12か月以上の期間にわたって現役で従軍していれば、資格期間中の勤務期間に関わらず授与された。アメリカ海軍では資格期間中に10日未満しか現役でなかった予備兵を除外したが、アメリカ海兵隊およびアメリカ沿岸警備隊では、1941年12月7日の真珠湾攻撃前に延長して現役に呼び戻された予備役や、同期間に海軍または海兵隊に入隊した下士官新兵または将校候補生のように、最初の健康診断において問題がないことを条件に、正規または予備兵にかかわらず資格期間に現役で勤務したすべての人員に勲章を授与している。

## 外観
ブロンズメダルの直径は32mm。防衛を象徴するギリシャ人女性の像が描かれている。